# 988 Appella
988 Appella este o planetă minoră (asteroid), cu un diametru de 20,431 km, din centura de asteroizi. A fost descoperită pe 10 noiembrie 1922 la Centrul de Cercetări în Astronomie de Veniamin Jehovski și a fost numită după Paul Émile Appell. 
Obiectul prezintă o orbită caracterizată de o semiaxă mare de 3,1391873658189 UAi, o excentricitate de 0,23743890353206, o înclinație de 1,5733285252955 ° în raport cu ecliptica.